# 晩課
晩課（ばんか、ロシア語: Вечерня）は晩の奉神礼（正教会）、および夕の祈り（カトリック教会、聖公会など）をいう。英語の"Vespers"に対応する、各教派に共通する訳語であるが、教派によって構成はかなり異なっている。
音楽作品についてはラテン語（"Vesperae"）からそのまま転写してヴェスペレと呼ばれる事がある。聖公会でのイーブンソング（夕の礼拝）に相当する。
東西教会の別を問わず、教会暦は日没を一日の区切りとするため、いずれの教派においても、日没後に行われる晩課は、一日の初めの時課となる。

## 正教会
- ギリシア語: Ὁ Ἑσπερινόν
- ロシア語: Вечерня
- 英語: Vespers

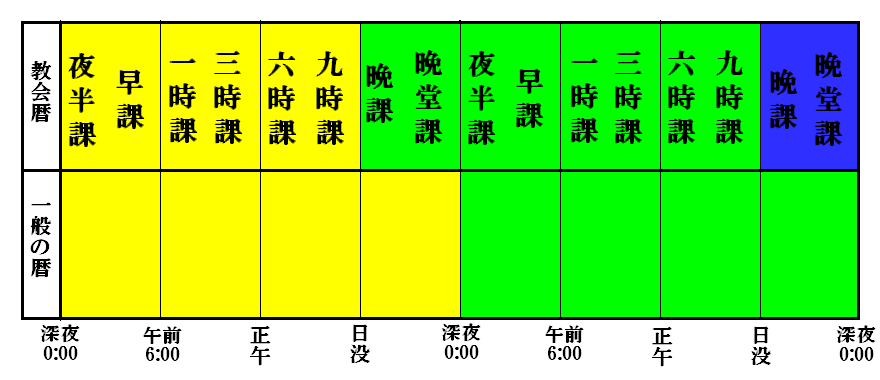
正教会における、晩課・早課も含めた、広義の時課が行われる大まかな時刻の図解。教会暦においては一日は日没に始まり日没に終わる。但し、このような時刻で全ての時課が行われる事は、大規模な修道院を除き極めて稀である。

晩課は、聖詠・讃詞・連祷によって構成される。晩課と早課は、讃詞・連祷の占める割合が他の時課に比べて大きい。
日没後に初めて行われる晩課は、正教会の時課の中でも一日のうちの初めに行われるものとなる。天地創造、人類の陥罪（かんざい）、イイスス・ハリストス（イエス・キリストのギリシャ語読み）による救いを記憶する内容となっている。
被造物の数々が歌われる第103聖詠が冒頭に置かれ、これが天地創造を記憶するものとなっている。
- 第十四カフィズマ - 第103聖詠が収められている。

また、イエルサリムの総主教ソフロニイによる聖歌「穏やかなる光（聖ソフロニイの祝文）」が、夕暮れの光にイイスス・ハリストスを喩えて歌っており、直接見る事の出来ない神が、藉身して人性をとり、目に見える姿になってこの世に到来した事を歌っている。

### 基本構造

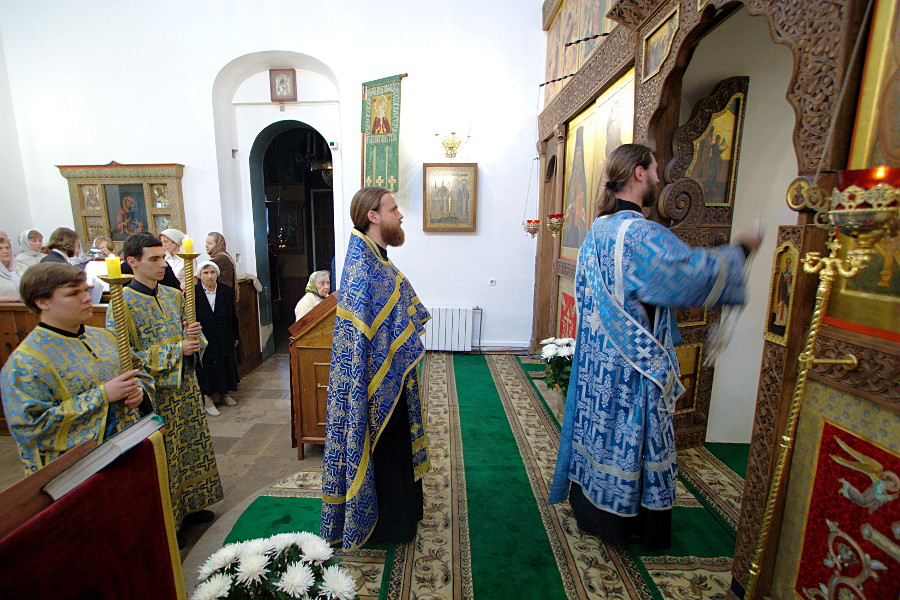
晩課の聖入の場面。イコノスタシスの王門前にて。右に輔祭、中央に司祭、左（司祭後方）に堂役が二人、写っている。（2009年）

晩課には大きく分けて、平日晩課・小晩課・大晩課がある。
以下は主日前晩（土曜日夕方）に行われる大晩課の形式である。
- 首誦聖詠：第103聖詠（詩篇104）を歌う（または誦読する）。
- 坐誦経《カフィズマ》：指定された聖詠を誦読する。徹夜祷に際しては歌う。
- 「主や爾に呼ぶ」に、讃頌《スティヒラ》：第140･141･129聖詠を句とし、間に讃頌を挟む。
- 聖ソフロニイの祝文「聖にして福たる」：聖入がある場合には歌われる。
- 提綱《ポロキメン》：この晩課のテーマ。神品と詠隊が応答する。（大斎期には「アリルイヤ」を歌う）
- 喩言《パレミヤ》：祭日には特に、合う旧約の指定個所を誦読する。
- 誦読「主や我等を守り罪なくして此の晩」
- リティヤ：祭日などに。熱切なる祈祷。
- 聖抱神者シメオンの祝文「主宰や、今爾の言に循ひ」
- 聖三祝文～天主経
- 発放讃詞《トロパリ》：此の日に歌うべきを歌う。
- 五餅の祝福：リティヤを行なった場合にはこれも。主食への祝福から参祷者の祝福へ。

### イエルサリムの総主教聖ソフロニイの祝文
- 祝文冒頭を用いた各国語での聖歌タイトル表記
  - ロシア語: Свете тихий
  - 英語: O Gladsome Light

## カトリック教会

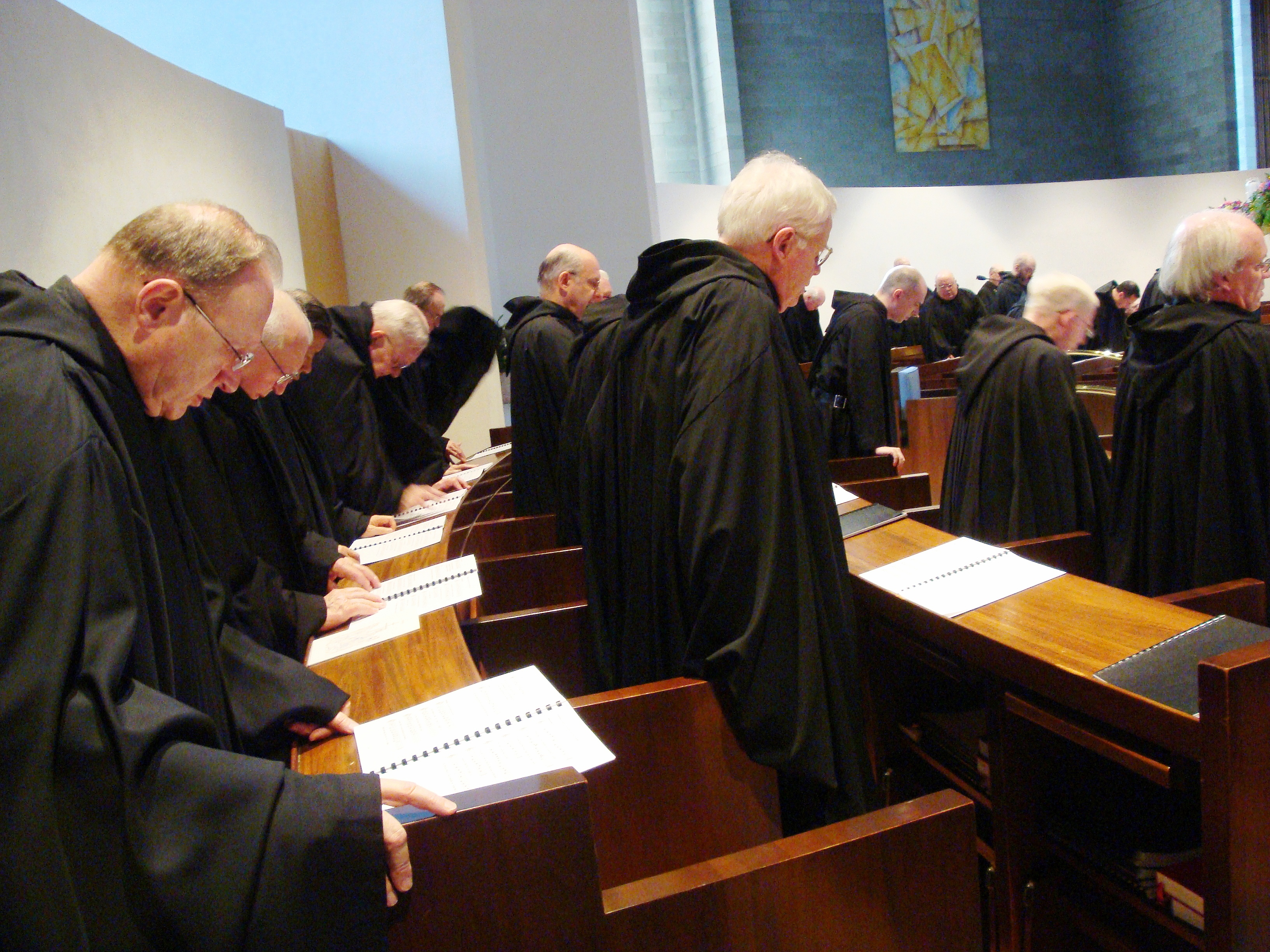
聖土曜日に晩課を歌うベネディクト会の修道士達（アメリカ・ニュージャージー州、2009年4月撮影）

## 他教派の晩の祈り
聖公会に夕の礼拝・夕の祈りがある。